# Bruno Torri
Bruno Torri (Genova, 17 febbraio 1932) è un critico cinematografico e storico italiano.

## Biografia
Negli anni '50 ha diretto il C.U.C.GE. (Centro Universitario Cinematografico Genovese) per poi intraprendere l’attività di critico cinematografico sui quotidiani “Il Lavoro” e “Il Secolo XIX”. Negli anni ’60 è stato segretario generale della “Rassegna Internazionale del Cinema Latinoamericano” per poi fondare assieme a Lino Miccichè la Mostra Internazionale del Nuovo Cinema di Pesaro, per la quale ha rivestito diversi ruoli e di cui è attualmente è il presidente del Comitato Scientifico. Nel 1968 è stato tra i fondatori dell’U.C.C.A. (Unione Circoli Cinematografici dell’Arci), di cui è presidente nei primi quattro anni di attività e nel 1970-1971 redattore della rubrica televisiva “Cinema Settanta”. Nel 1971 collabora all’ideazione e alla realizzazione del programma RAI “L’America Latina vista dai suoi registi” comprendente sei film di lungometraggio diretti da altrettanti registi latinoamericani. Nel 1972 diviene Direttore della programmazione all’Ente Autonomo di Gestione per il Cinema (l’attuale società Cinecittà), dove resta sino al 1993, per poi passare all’Istituto Luce, dove ricopre l’incarico di Direttore Generale sino al 1995. Nel 1971 è stato tra i fondatori del Sindacato Nazionale Critici Cinematografici Italiani (SNCCI). Nel quadriennio 1974-1977, e nuovamente nel 1992, ha fatto parte della Commissione Esperti della Mostra Internazionale d’Arte Cinematografica di Venezia. Nel biennio aprile 2000-aprile 2002 è stato membro del Consiglio di Amministrazione del Centro Sperimentale di Cinematografia. Dal 1996 al 2009 ha insegnato materie cinematografiche all’Università di Roma Tor Vergata.

## Opere (parziale)
Nella sua lunga attività critica ha collaborato con articoli e saggi a numerosi giornali e riviste cinematografiche e ha pubblicato alcuni volumi di critica cinematografica. Tra questi si ricordano
- Cinema italiano: dalla realtà alle metafore, a cura di, Palumbo, Roma, 1973
- Hollywood 1969-1979. Immagini piacere dominio, a cura di, Marsilio, Venezia, 1980
- Paolo e Vittorio Taviani, a cura di, Ministero del turismo e dello spettacolo/Cinecittà, Roma, 1990
- Il sentimento della forma, a cura di, Bulzoni, Roma, 1998
- Nuovo Cinema (1965-2005). Scritti in onore di Lino Miccichè, a cura di, Marsilio, Venezia, 2005

| Controllo di autorità | VIAF (EN) 64133453 · ISNI (EN) 0000 0000 2546 0987 · SBN RAVV055258 · LCCN (EN) n80164718 · BNF (FR) cb12869358c (data) · J9U (EN, HE) 987007270935105171 · CONOR.SI (SL) 79206755 |